# Mistrovství světa v ledním hokeji žen 2011
Mistrovství světa v ledním hokeji žen 2011 se konalo od 16. dubna 2011 do 25. dubna 2011 ve švýcarském Zürichu a Winterthuru.

## Hrací formát turnaje
Týmy byly rozděleny na dvě základní skupiny po čtyřech týmech, kde se utkal každý s každým jednou. Poslední týmy z obou skupin sehrály sérii na dva vítězné zápasy o udržení v elitní skupině. První týmy z obou skupin automaticky postoupily do semifinále. Druhé týmy sehrály vzájemný zápas s třetím ze druhé skupiny, vítěz postoupil do semifinále, kde se utkal s prvními týmy ze skupin. Vítěz postoupil do finále.

## Základní skupiny

### Skupina A
| Tým          | Z | V | VP | PP | P | VG | IG | B |
| ------------ | - | - | -- | -- | - | -- | -- | - |
| 1. USA       | 3 | 3 | 0  | 0  | 0 | 27 | 2  | 9 |
| 2. Švédsko   | 3 | 2 | 0  | 0  | 1 | 11 | 10 | 6 |
| 3. Rusko     | 3 | 1 | 0  | 0  | 2 | 6  | 21 | 3 |
| 4. Slovensko | 3 | 0 | 0  | 0  | 3 | 1  | 12 | 0 |

Všechny časy jsou místní (UTC+2).
| 17. duben 2011 12:00 | USA | 5 – 0 (0 - 0, 2 - 0, 3 - 0) | Slovensko | Hallenstadion, Zürich |
|                      | USA |                             | Slovensko |                       |

| Souhrn zápasu | Souhrn zápasu | Souhrn zápasu | Souhrn zápasu | Souhrn zápasu |
| ------------- | --- | ------------- | ------------- | ------------- |
|               | 24. Kendall Coyne (Molly Engstrom, Hilary Knight) 29. Josephine Pucci (Jocelyne Lamoureux) 41. Hilary Knight (Brianna Decker, Caitlin Cahow) 41. Meghan Duggan (Julie Chu) 48. Brianna Decker (Hilary Knight, Kacey Bellamy) |               |               |               |

| 17. duben 2011 16:00 | Švédsko | 7 - 1 (3 - 1, 1 - 0, 3 - 0) | Rusko | Hallenstadion, Zürich |
|                      | Švédsko |                             | Rusko |                       |

| Souhrn zápasu | Souhrn zápasu | Souhrn zápasu | Souhrn zápasu        | Souhrn zápasu |
| ------------- | --- | ------------- | -------------------- | ------------- |
|               | 5. Erika Holst (Danijela Rundqvist) 8. Elin Holmlöv 9. Rebecca Stenberg (Linnéa Bäckman, Danijela Rundqvist) 22. Tina Enström (Elin Holmlöv, Emma Nordin) 41. Erika Grahm (Gunilla Andersson, Erika Holst) 46. Frida Nevalainen (Erika Holst, Erika Grahm) 59. Anna Borgqvist (Elin Holmlöv, Jenni Asserholt) |               | 16. Alexandra Vafina |               |

| 18. duben 2011 12:00 | Švédsko | 3 - 0 (1 - 0, 1 - 0, 1 - 0) | Slovensko | Hallenstadion, Zürich |
|                      | Švédsko |                             | Slovensko |                       |

| Souhrn zápasu | Souhrn zápasu | Souhrn zápasu | Souhrn zápasu | Souhrn zápasu |
| ------------- | --- | ------------- | ------------- | ------------- |
|               | 6. Frida Nevalainen (Erika Holst, Emma Eliasson) 39. Pernilla Winberg (Elin Holmlöv, Tina Enström) 54. Erika Grahm (Erika Holst, Gunilla Andersson) |               |               |               |

| 18. duben 2011 16:00 | Rusko | 1 - 13 (0–5, 1–3, 0–5) | USA | Hallenstadion, Zürich |
|                      | Rusko |                        | USA |                       |

| Souhrn zápasu | Souhrn zápasu                                 | Souhrn zápasu | Souhrn zápasu | Souhrn zápasu |
| ------------- | --------------------------------------------- | ------------- | --- | ------------- |
|               | 40. Yekaterina Lebedeva (Svetlana Terentieva) |               | 8. Hilary Knight (Meghan Duggan, Julie Chu) 10. Anne Schleper (Kendall Coyne, Brianna Decker) 11. Julie Chu (Jenny Schmidgall-Potter) 13. Angela Ruggiero (Brianna Decker) 16. Brianna Decker 27. Caitlin Cahow (Hilary Knight, Kendall Coyne) 32. Hilary Knight (Meghan Duggan, Julie Chu) 32. Brianna Decker (Hilary Knight) 47. Hilary Knight (Julie Chu, Meghan Duggan) 49. Kelli Stack (Gisele Marvin, Kelley Steadman) 51. Kendall Coyne (Hilary Knight, Molly Engstrom) 52. Kacey Bellamy (Kelli Stack, Gisele Marvin) 56. Angela Ruggiero (Brianna Decker, Gisele Marvin) |               |

| 20. duben 2011 14:00 | Slovensko | 1 - 4 (0–1, 0–0, 1–3) | Rusko | Deutweg rink, Winterthur |
|                      | Slovensko |                       | Rusko |                          |

| Souhrn zápasu | Souhrn zápasu      | Souhrn zápasu | Souhrn zápasu | Souhrn zápasu |
| ------------- | ------------------ | ------------- | --- | ------------- |
|               | 58. Jana Kapustová |               | 20. Tatyana Burina (Marina Sergina, Olga Permyakova) 44. Yekaterina Smolentseva (Iya Gavrilova, Marina Sergina) 48. Tatyana Burina (Marina Sergina, G. Skiba) 57. Alexandra Vafina (Alexandra Kapustina) |               |

| 20. duben 2011 20:00 | USA | 9 - 1 (4–0, 5–0, 0–1) | Švédsko | Hallenstadion, Zürich |
|                      | USA |                       | Švédsko |                       |

| Souhrn zápasu | Souhrn zápasu | Souhrn zápasu | Souhrn zápasu                                    | Souhrn zápasu |
| ------------- | --- | ------------- | ------------------------------------------------ | ------------- |
|               | 6. Kelli Stack (Brianna Decker) 9. Jen Schoullis (Kelley Steadman, Jenny Schmidgall-Potter) 12. Monique Lamoureux-Kolls (Jocelyne Lamoureux, Kelli Stack) Jenny Schmidgall-Potter (Julie Chu, Hilary Knight) 24. Meghan Duggan (Hilary Knight) 28. Jen Schoullis (Jenny Schmidgall-Potter) 31. Kendall Coyne (Caitlin Cahow) 34. Jocelyne Lamoureux (Monique Lamoureux-Kolls) 40. Meghan Duggan (Julie Chu, Anne Schleper) |               | 44. Erika Grahm (Erika Holst, Gunilla Andersson) |               |

### Skupina B
| Tým           | Z | V | VP | PP | P | VG | IG | B |
| ------------- | - | - | -- | -- | - | -- | -- | - |
| 1. Kanada     | 3 | 3 | 0  | 0  | 0 | 21 | 0  | 9 |
| 2. Švýcarsko  | 3 | 1 | 1  | 0  | 1 | 8  | 14 | 9 |
| 3. Finsko     | 3 | 1 | 0  | 1  | 1 | 6  | 7  | 4 |
| 4. Kazachstán | 3 | 0 | 0  | 0  | 3 | 4  | 18 | 0 |

Všechny časy jsou místní (UTC+2).
| 16. duben 2011 16:00 | Finsko | 5 – 3 (2–1, 2–0, 1–2) | Kazachstán | Deutweg rink, Winterthur |
|                      | Finsko |                       | Kazachstán |                          |

| Souhrn zápasu | Souhrn zápasu | Souhrn zápasu | Souhrn zápasu                                                                                      | Souhrn zápasu |
| ------------- | --- | ------------- | -------------------------------------------------------------------------------------------------- | ------------- |
|               | 5. Pia Lund (Tea Villila, Susanna Tapani) 10. Annina Rajahuhtová (Minttu Tuominen, Anne Helin) 25. Karoliina Rantamäki (Michelle Karvinen) 40. Susanna Tapani 49. Michelle Karvinen (Jenni Hiirikoski) |               | 07. Natalya Yakovchuk 41. Natalya Yakovchuk (Olga Konysheva) 50. Zarina Tukhtyeva (Olga Konysheva) |               |

| 16. duben, 2011 20:00 | Kanada | 12 – 0 (3–0, 5–0, 4–0) | Švýcarsko | Deutweg rink, Winterthur |
|                       | Kanada |                        | Švýcarsko |                          |

| Souhrn zápasu | Souhrn zápasu | Souhrn zápasu | Souhrn zápasu | Souhrn zápasu |
| ------------- | --- | ------------- | ------------- | ------------- |
|               | 11. Cherie Piper (Meghan Agosta, Bobbi-Jo Slusar) 17. Haley Irwin (Rebecca Johnston, Jocelyne Larocque) 19. Hayley Wickenheiserová (Meghan Agosta) 24. Meaghan Mikkelson (Hayley Wickenheiserová) 27. Gillian Apps (Tessa Bonhomme) 30. Rebecca Johnston (Tara Watchorn, Haley Irwin) 35. Marie-Philip Poulin (Sarah Vaillancourt, Catherine Ward) 35. Jenn Wakefield (Tessa Bonhomme) 42. Cherie Piper (Natalie Spooner, Tessa Bonhomme) 43. Jayna Heffordová) (Meghan Agosta) 55. Cherie Piper 60. Tessa Bonhomme (Gillian Apps, Tara Watchorn) |               |               |               |

| 17. duben 2011 16:00 | Kazachstán | 0 – 7 (0–2, 0–3, 0–2) | Kanada | Deutweg rink, Winterthur |
|                      | Kazachstán |                       | Kanada |                          |

| Souhrn zápasu | Souhrn zápasu | Souhrn zápasu | Souhrn zápasu | Souhrn zápasu |
| ------------- | ------------- | ------------- | --- | ------------- |
|               |               |               | 10. Caroline Ouelletteová (Sarah Vaillancourt, Marie-Philip Poulin) 13. Hayley Wickenheiserová 21. Marie-Philip Poulin (Caroline Ouelletteová) 28. Meaghan Mikkelson 40. Meaghan Mikkelson (Sarah Vaillancourt, Catherine Ward) 44. Haley Irwin (Rebecca Johnston, Jocelyne Larocque) 53. Natalie Spooner |               |

| 17. duben 2011 20:00 | Finsko | 1 – 2 (1–0, 0–1, 0–0, 0-1) | Švýcarsko | Deutweg rink, Winterthur |
|                      | Finsko |                            | Švýcarsko |                          |

| Souhrn zápasu | Souhrn zápasu                       | Souhrn zápasu | Souhrn zápasu                                                   | Souhrn zápasu |
| ------------- | ----------------------------------- | ------------- | --------------------------------------------------------------- | ------------- |
|               | 6. Tanja Niskanen (Tiina Saarimaki) |               | 39. Nicole Bullo (Christine Meier, Sara Benz) 62. Stefany Marty |               |

| 19. duben 2011 16:00 | Kanada | 2 – 0 (1–0, 0–0, 1–0) | Finsko | Deutweg rink, Winterthur |
|                      | Kanada |                       | Finsko |                          |

| Souhrn zápasu | Souhrn zápasu                                                                                   | Souhrn zápasu | Souhrn zápasu | Souhrn zápasu |
| ------------- | ----------------------------------------------------------------------------------------------- | ------------- | ------------- | ------------- |
|               | 13. Rebecca Johnston (Haley Irwin) 60. Jayna Heffordová (Meghan Agosta, Hayley Wickenheiserová) |               |               |               |

| 19. duben 2011 20:00 | Švýcarsko | 6 – 1 (3–0, 1–0, 2–1) | Kazachstán | Deutweg rink, Winterthur |
|                      | Švýcarsko |                       | Kazachstán |                          |

| Souhrn zápasu | Souhrn zápasu | Souhrn zápasu | Souhrn zápasu                      | Souhrn zápasu |
| ------------- | --- | ------------- | ---------------------------------- | ------------- |
|               | 5. Sandra Thalmann (Melanie Hafliger) 7. Julia Marty (Anja Stiefel, Evelina Raselli) 19. Darcia Leimgruber (Lara Stalder, Kathrin Lehmann) 33.Darcia Leimgruber (Phoebe Stänz) 47. Sara Benz (Julia Marty) 58. Christine Meier (Florence Schelling) |               | 43. Natalya Yakovchuk (Galina Shu) |               |

## Play-off

### Čtvrtfinále
Všechny časy jsou místní (UTC+2).
| 22. duben 2011 16:00 | Švédsko | 1 – 5 (0–3, 0–1, 1–1) | Finsko | Hallenstadion, Zürich |
|                      | Švédsko |                       | Finsko |                       |

| Souhrn zápasu | Souhrn zápasu                 | Souhrn zápasu | Souhrn zápasu | Souhrn zápasu |
| ------------- | ----------------------------- | ------------- | --- | ------------- |
|               | 44. Erika Holst (Erika Grahm) |               | 2. Michelle Karvinen (Jenni Hiirikoski) 7. Michelle Karvinen (Karoliina Rantamäki, Tanja Niskanen) 14. Annina Rajahuhtová (Minttu Tuominen, Susanna Tapani) 38. Karoliina Rantamäki (Michelle Karvinen, Tanja Niskanen) 57. Karoliina Rantamäki (Michelle Karvinen, Rosa Lindstedt) |               |

| 22. duben 2011 20:00 | Švýcarsko | 4 – 5 (1–0, 2–0, 1–4) | Rusko | Hallenstadion, Zürich |
|                      | Švýcarsko |                       | Rusko |                       |

| Souhrn zápasu | Souhrn zápasu | Souhrn zápasu | Souhrn zápasu | Souhrn zápasu |
| ------------- | --- | ------------- | --- | ------------- |
|               | 1. Darcia Leimgruber 26. Sara Benz (Julia Marty, Stefany Marty) 34. Sara Benz 60. Sara Benz (Anja Stiefel, Lara Stalder) |               | 48. Yekaterina Smolentseva (Alexandra Vafina) 51. Olga Permyakova (Iya Gavrilova, Marina Sergina) 53. Alexandra Kapustina (Iya Gavrilova) 55. Olga Sosina (Alyona Khomich) 63. Tatyana Burina |               |

### Semifinále
Všechny časy jsou místní (UTC+2).
| 23. duben 2011 16:00 | Kanada | 4 – 1 (2–1, 0–0, 2–0) | Finsko | Hallenstadion, Zürich |
|                      | Kanada |                       | Finsko |                       |

| Souhrn zápasu | Souhrn zápasu | Souhrn zápasu | Souhrn zápasu                                               | Souhrn zápasu |
| ------------- | --- | ------------- | ----------------------------------------------------------- | ------------- |
|               | 11. Rebecca Johnston (Jenn Wakefield) 20. Marie-Philip Poulin (Caroline Ouelletteová) 41. Jayna Heffordová (Meghan Agosta) 49. Hayley Wickenheiserová (Bobbi-Jo Slusar, Jayna Heffordová) |               | 12. Michelle Karvinen (Tanja Niskanen, Karoliina Rantamäki) |               |

| 23. duben 2011 20:00 | USA | 5 – 1 (2–1, 2–0, 1–0) | Rusko | Hallenstadion, Zürich |
|                      | USA |                       | Rusko |                       |

| Souhrn zápasu | Souhrn zápasu | Souhrn zápasu | Souhrn zápasu                                          | Souhrn zápasu |
| ------------- | --- | ------------- | ------------------------------------------------------ | ------------- |
|               | 12. Monique Lamoureux-Kolls (Jocelyne Lamoureux) Kendall Coyne (Brianna Decker, Hilary Knight) 25. Jocelyne Lamoureux (Monique Lamoureux-Kolls, Brianna Decker) 27. Brianna Decker (Caitlin Cahow, Monique Lamoureux-Kolls) 53. Brianna Decker (Monique Lamoureux-Kolls) |               | 4. Iya Gavrilova (Olga Sosina, Yekaterina Smolentseva) |               |

### O páté místo
Všechny časy jsou místní (UTC+2).
| 24. duben 2011 16:00 | Švédsko | 3 – 2 SN (2–2, 0–0, 0–0) | Švýcarsko | Hallenstadion, Zürich |
|                      | Švédsko |                          | Švýcarsko |                       |

| Souhrn zápasu | Souhrn zápasu                                                                                                 | Souhrn zápasu | Souhrn zápasu                                                                      | Souhrn zápasu |
| ------------- | --- | ------------- | ---------------------------------------------------------------------------------- | ------------- |
|               | 5. Emma Eliasson (Erika Holst, Erika Grahm) 9. Tina Enström (Elin Holmlöv, Pernilla Winberg) 95. Tina Enström |               | 11. Anja Stiefel (Sara Benz, Sandra Thalmann) 18. Nicole Bullo (Sabrina Zollinger) |               |

### O třetí místo
Všechny časy jsou místní (UTC+2).
| 25. duben 2011 16:00 | Finsko | 3 – 2 (2–0, 0–1, 0–1) | Rusko | Hallenstadion, Zürich |
|                      | Finsko |                       | Rusko |                       |

| Souhrn zápasu | Souhrn zápasu | Souhrn zápasu | Souhrn zápasu                                                                                             | Souhrn zápasu |
| ------------- | --- | ------------- | --- | ------------- |
|               | 15. Minttu Tuominen 22. Minttu Tuominen (Essi Hallvar, Annina Rajahuhtová) 63. Karoliina Rantamäki (Anne Helin, Michelle Karvinen) |               | 50. Inna Dyubanok (Olga Sosina, Marina Sergina) 53. Marina Sergina (Alexandra Kapustina, Olga Permyakova) |               |

### Finále
Všechny časy jsou místní (UTC+2).
| 12. duben 2011 19:00 | Kanada | 2 – 3 (1–1, 0–1, 1–0) | USA | Hallenstadion, Zürich |
|                      | Kanada |                       | USA |                       |

| Souhrn zápasu | Souhrn zápasu                                                                                            | Souhrn zápasu | Souhrn zápasu | Souhrn zápasu |
| ------------- | --- | ------------- | --- | ------------- |
|               | 20. Gillian Apps (Natalie Spooner, Cherie Piper) 57. Rebecca Johnston (Jayna Heffordová, Jenn Wakefield) |               | 17. Jocelyne Lamoureux (Monique Lamoureux-Kolls) 33. Jenny Schmidgall-Potter (Angela Ruggiero, Hilary Knight) 68. Hilary Knight |               |

## O udržení
Všechny časy jsou místní (UTC+2).
| 22. duben, 2011 20:00 | Slovensko | 1 – 0 (0–0, 0–0, 1–0) | Kazachstán | Deutweg rink, Winterthur |
|                       | Slovensko |                       | Kazachstán |                          |

| Souhrn zápasu | Souhrn zápasu                       | Souhrn zápasu | Souhrn zápasu | Souhrn zápasu |
| ------------- | ----------------------------------- | ------------- | ------------- | ------------- |
|               | 48. Anna Džurňáková (Nikola Gápová) |               |               |               |

| 9. duben, 2011 17:00 | Kazachstán | 1 – 2 SN (1 - 0, 0 - 0, 0 - 1) | Slovensko | Deutweg rink, Winterthur |
|                      | Kazachstán |                                | Slovensko |                          |

| Souhrn zápasu | Souhrn zápasu                                         | Souhrn zápasu | Souhrn zápasu                                                   | Souhrn zápasu |
| ------------- | ----------------------------------------------------- | ------------- | --------------------------------------------------------------- | ------------- |
|               | 11. Galin Shu (Larisa Sviridova, Yelena Shtelmaister) |               | 54. Iveta Karafiátová (Michaela Matejová) 65. Martina Velíčková |               |

Tým  Kazachstán sestoupil do 1. divize na Mistrovství světa v ledním hokeji žen 2012 v americkém Burlingtonu.

## Konečné pořadí
| Místo            | Tým        |
| ---------------- | ---------- |
| Zlatá medaile    | USA        |
| Stříbrná medaile | Kanada     |
| Bronzová medaile | Finsko     |
| 4.               | Rusko      |
| 5.               | Švédsko    |
| 6.               | Švýcarsko  |
| 7.               | Slovensko  |
| 8.               | Kazachstán |

## 1. divize
Zápasy první divize se konaly od 11. do 16. dubna 2011 v německém Ravensburgu. 29. března 2011 stáhlo Japonsko z důvodu zemětřesení, které zemi postihlo na začátku března. Japonská reprezentace si pro příští šampionát v roce 2012 ponechala umístění v I. divizi, kdežto, tým, který skončil na posledním, pátém místě, sestoupil do 2. divize.
| Tým         | Z | V | VP | PP | P | VG | IG | B  |
| ----------- | - | - | -- | -- | - | -- | -- | -- |
| 1. Německo  | 4 | 4 | 0  | 0  | 0 | 12 | 2  | 12 |
| 2. Norsko   | 4 | 3 | 0  | 0  | 1 | 13 | 7  | 9  |
| 3. Lotyšsko | 4 | 1 | 0  | 0  | 3 | 5  | 7  | 3  |
| 4. Rakousko | 4 | 1 | 0  | 0  | 3 | 6  | 12 | 3  |
| 5. Čína     | 4 | 1 | 0  | 0  | 3 | 8  | 16 | 3  |

 Německo postoupilo do elitní skupiny na Mistrovství světa v ledním hokeji žen 2012.  Čína sestoupila do 2. divize na Mistrovství světa v ledním hokeji žen 2012.

## 2. divize
Zápasy druhé divize se konaly od 4. dubna do 10. dubna 2011 v francouzském Caen.
| Tým               | Z | V | VP | PP | P | VG | IG | B  |
| ----------------- | - | - | -- | -- | - | -- | -- | -- |
| 1. Česko          | 5 | 5 | 0  | 0  | 0 | 23 | 2  | 15 |
| 2. Francie        | 5 | 4 | 0  | 0  | 1 | 13 | 5  | 12 |
| 3. Dánsko         | 5 | 3 | 0  | 0  | 2 | 17 | 12 | 9  |
| 4. Itálie         | 5 | 2 | 0  | 0  | 3 | 11 | 9  | 6  |
| 5. Velká Británie | 5 | 1 | 0  | 0  | 4 | 10 | 21 | 3  |
| 6. Severní Korea  | 5 | 0 | 0  | 0  | 5 | 0  | 25 | 0  |

 Česko postoupilo do 1. divize na Mistrovství světa v ledním hokeji žen 2012.  Severní Korea sestoupila do 3. divize na Mistrovství světa v ledním hokeji žen 2012.

## 3. divize
Zápasy třetí divize se konaly od 1. února do 6. února 2011 v australském Newcastlu.
| Tým           | Z | V | VP | PP | P | VG | IG | B  |
| ------------- | - | - | -- | -- | - | -- | -- | -- |
| 1. Nizozemsko | 5 | 4 | 1  | 0  | 0 | 33 | 4  | 14 |
| 2. Austrálie  | 5 | 4 | 0  | 1  | 0 | 22 | 9  | 13 |
| 3. Maďarsko   | 5 | 2 | 1  | 0  | 2 | 27 | 11 | 8  |
| 4. Slovinsko  | 5 | 2 | 0  | 1  | 2 | 19 | 16 | 7  |
| 5. Chorvatsko | 5 | 1 | 0  | 0  | 4 | 5  | 29 | 3  |
| 6. Belgie     | 5 | 0 | 0  | 0  | 5 | 3  | 40 | 0  |

 Nizozemsko postoupilo do 2. divize na Mistrovství světa v ledním hokeji žen 2012.  Belgie sestoupila do 4. divize na Mistrovství světa v ledním hokeji žen 2012.

## 4. divize
Zápasy čtvrté divize se konaly od 27. března do 1. dubna 2011 v islandském Reykjavíku.
| Tým            | Z | V | VP | PP | P | VG | IG | B  |
| -------------- | - | - | -- | -- | - | -- | -- | -- |
| 1. Nový Zéland | 4 | 4 | 0  | 0  | 0 | 20 | 6  | 12 |
| 2. Jižní Korea | 4 | 3 | 0  | 0  | 1 | 15 | 6  | 9  |
| 3. Island      | 4 | 2 | 0  | 0  | 2 | 10 | 10 | 6  |
| 4. Rumunsko    | 4 | 1 | 0  | 0  | 3 | 9  | 15 | 3  |
| 5. JAR         | 4 | 0 | 0  | 0  | 4 | 4  | 21 | 0  |

 Nový Zéland postoupil do 3. divize na Mistrovství světa v ledním hokeji žen 2012.  JAR sestoupila do 5. divize na Mistrovství světa v ledním hokeji žen 2012.

## 5. divize
Zápasy páté divize se konaly od 14. března do 19. března 2011 v bulharské Sofii.
| Tým          | Z | V | VP | PP | P | VG | IG | B  |
| ------------ | - | - | -- | -- | - | -- | -- | -- |
| 1. Polsko    | 4 | 3 | 1  | 0  | 0 | 61 | 4  | 11 |
| 2. Španělsko | 4 | 3 | 0  | 1  | 0 | 32 | 5  | 10 |
| 3. Bulharsko | 4 | 2 | 0  | 0  | 2 | 5  | 27 | 6  |
| 4. Turecko   | 4 | 1 | 0  | 0  | 3 | 4  | 23 | 3  |
| 5. Irsko     | 4 | 0 | 0  | 0  | 4 | 0  | 43 | 0  |

 Polsko postoupilo do 4. divize na Mistrovství světa v ledním hokeji žen 2012.